# تلوث زراعي

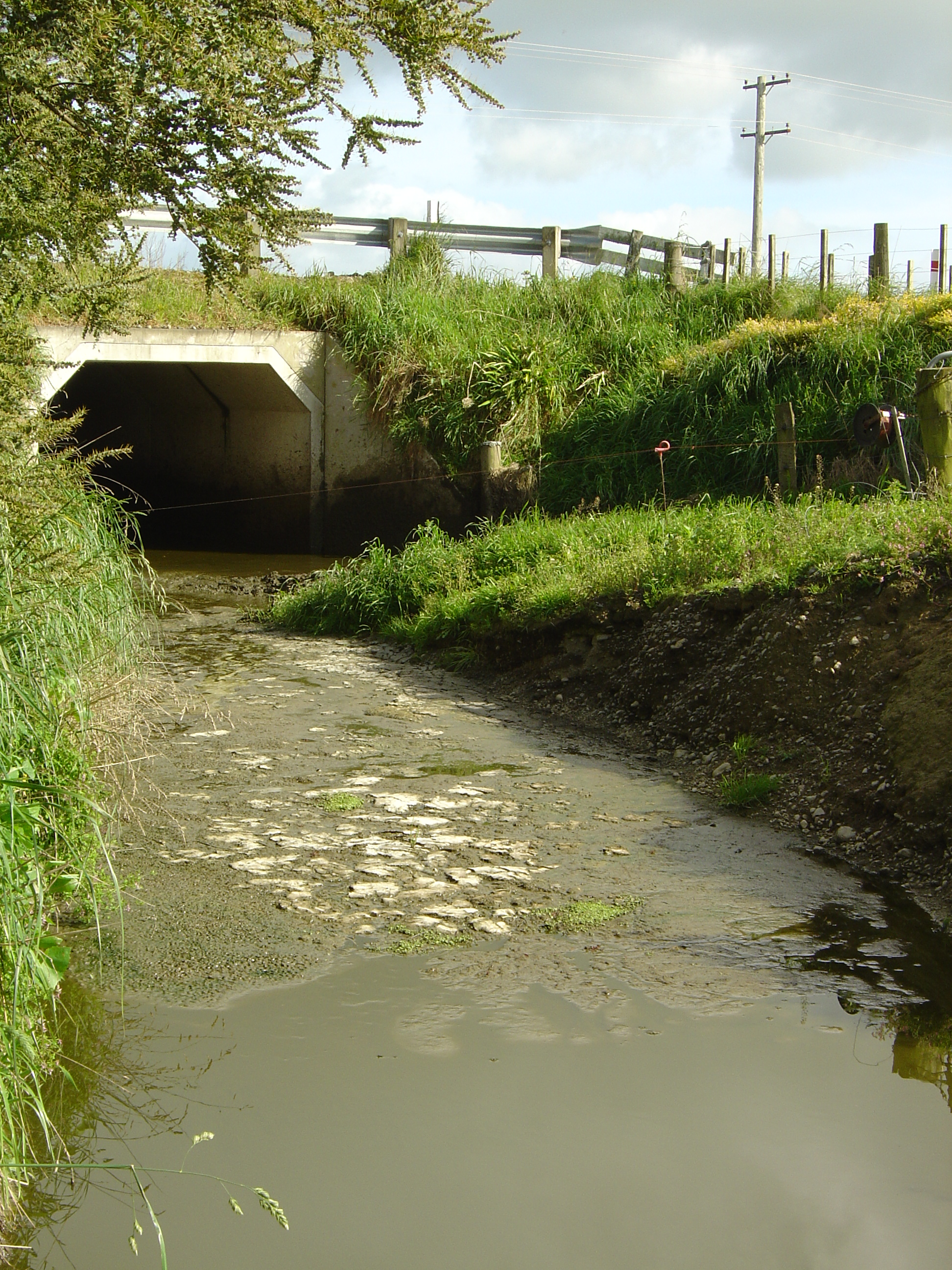

التلوث الزراعي: يشير التلوث الزراعي إلى النواتج الحيوية وغير الحيوية للممارسات الزراعية التي تؤدي إلى تلوث أو تدهور البيئة والأنظمة البيئية المحيطة بها، أو تسبب إصابة للبشر ومصالحهم الاقتصادية.  قد يأتي التلوث من  مصادر متنوعة، بدءًا من تلوث مصادر المياه (من نقطة تصريف واحدة) إلى الأسباب الأكثر انتشارعلى مستوى المناظر الطبيعية، والمعروفة أيضًا باسم التلوث غير ثابت المصدر.  تلعب ممارسات الإدارة دورًا حاسمًا في كمية وتأثير هذه الملوثات.  تتراوح تقنيات الإدارة من إدارة الحيوانات والإسكان إلى انتشار المبيدات والأسمدة في الممارسات الزراعية العالمية.